# Tamás Meszerics
Tamás Meszerics (ur. 4 grudnia 1964 w Győrze) – węgierski historyk, wykładowca akademicki i polityk, poseł do Parlamentu Europejskiego VIII kadencji.

## Życiorys
W 1990 ukończył studia historyczne na Uniwersytecie im. Loránda Eötvösa w Budapeszcie. Na tej samej uczelni w 1996 doktoryzował się w zakresie historii najnowszej. Od 1992 zawodowo związany z wydziałem nauk politycznych Central European University, kolejno jako koordynator projektów, badacz i wykładowca. W 2011 w ramach stypendium naukowego pracował na Uniwersytecie Harvarda. W pracy naukowej zajmuje się m.in. zagadnieniami z zakresu normatywnej teorii polityki, teorią demokracji i biurokracji, współczesną historią Europy Środkowej.
W pierwszej połowie lat 90. (do 1995) należał do Związku Wolnych Demokratów. Po kilkunastu latach powrócił do aktywności politycznej w ramach ugrupowania Polityka Może Być Inna, wchodząc w skład jej władz krajowych. W wyborach europejskich w 2014 kandydował z 1. miejsca listy LMP, uzyskując jedyny przypadający tej partii mandat europosła. W 2018 zrezygnował z członkostwa w LMP.